# Frederek Musall
Frederek Musall (* 1973 in Berlin) ist ein deutscher Judaist.

## Leben
Von 1994 bis 2000 studierte er Jüdische Studien an der Hochschule für Jüdische Studien Heidelberg sowie Islamwissenschaft/Arabistik und Semitistik an der Ruprecht-Karls-Universität Heidelberg (2000 Magister Artium) und absolvierte Studienaufenthalte an der Hebräischen Universität Jerusalem. Nach der Promotion 2005 im Fachbereich Jüdische Philosophie und Geistesgeschichte an der Hochschule für Jüdische Studien Heidelberg und Studium der Vergleichenden Religionswissenschaft an der Ruprecht-Karls-Universität Heidelberg war er seit 2015 ordentlicher Professor für Jüdische Philosophie und Geistesgeschichte an der Hochschule für Jüdische Studien und ist seit 2023 Professor für Jüdische Studien an der Julius-Maximilians-Universität Würzburg.

## Schriften (Auswahl)
- Herausgeforderte Identität. Kontextwandel am Beispiel von Moses Maimonides und Ḥasdai Crescas. Heidelberg 2008, ISBN 978-3-8253-5523-4.
- mit Abdulbary al-Mudarris (Hrsg.): Im Dialog bleiben. Sprache und Denken in den Kulturen des Vorderen Orients. Festschrift für Raif Georges Khoury. Wiesbaden 2011, ISBN 978-3-447-06491-0.
- mit Johannes Heil (Hrsg.): Sakrale Räume im Judentum. Festschrift für Salomon Korn. Heidelberg 2020, ISBN 3-8253-4641-2.